# Tuchów
Tuchów est une ville du Sud de la Pologne, située dans le district de Tarnów (voïvodie de Petite-Pologne, frontalière de la Slovaquie).

## Géographie
La ville est entourée de montagnes, en partie recouvertes de forêt. Elle se situe sur les hautes rives de la rivière Biała, à 16 km de Tarnów et 100 km de Cracovie.

## Histoire
Tuchów fut offerte par la femme de Ladislas Herman à l’abbaye des Bénédictins de Tyniec en 1105.
Aux XIIIe siècle et XIVe siècle, la ville exploitait une importante mine de sel gemme. Grâce à elle, Tuchów acquiert le statut de ville en 1340.
La liaison ferroviaire entre Tarnów et Leluchów fut ouverte au XIXe siècle et contribua au développement économique de la ville. La ville fut durement touchée par la Première Guerre mondiale, mais pas par la Deuxième. La ville se développe donc après guerre, avec la création d'entreprises et d'équipements. L'hôtel de ville et la place du marché sont rénovés.

## Administration

### Jumelages
- Saint Jean de Braye - France (jumelage suspendu depuis le 14 février 2020 en réaction à l'adoption du statut de "zone sans idéologie LGBT"[2])
- Illingen (Sarre) – Allemagne
- Pettenbach - Autriche
- Detva - Slovaquie
- Martfű - Hongrie
- Mikulov - République tchèque
- Baranivka - Ukraine